# Argelèrs
Argelèrs (en francès Argelès-Bagnères) és un municipi francès situat al departament dels Alts Pirineus i a la regió d'Occitània. Limita amb els municipis de Ciutat, Usèr, Merlhèu i Castilhon

## Demografia
| 1962                                       | 1968 | 1975 | 1982 | 1990 | 1999 | 2007 |
| ------------------------------------------ | ---- | ---- | ---- | ---- | ---- | ---- |
| 91                                         | 100  | 97   | 97   | 111  | 135  | 131  |
| Des de 1962: població sense dobles comptes |      |      |      |      |      |      |

## Administració
| Període | Identitat    | Partit |
| ------- | ------------ | ------ |
| 2001-   | René Jourdan | UMP    |